# Joventut Badalona
Club Joventut Badalona, S.A.D. je španjolski košarkaški klub iz katalonskog grada Badalone. Uz Real Madrid i Barcelonu najtrofejniji je španjolski košarkaški klub. Jedini klub uz Real Madrid i CB Estudiantes, koji nikad nije ispao iz ACB lige.

## Povijest
Klub je osnovan 30. ožujka 1930., pod imenom Penya Spirit of Badalona (Klupski duh Badalone). Osim košarkaške momčadi, klub je imao momčadi u biciklizmu, stolnom tenisu i nogometu. 1932. mjenjaju ime u Centre Esportiu Badaloní (Sportski centar Badalona). Od 1939. nose ime Club Joventut Badalona, a godinu kasnije zelena i crna postaju klupske boje. 
Između 1950-ih i 1970-ih, klub je imao veliko rivalstvo s Real Madrid. Najbolje razdoblje klub je doživio tijekom 1980-ih i 1990-ih. Danas, klub nastupa pod sponzorskim imenom DKV Joventut, imenom španjolske osiguravateljske kuće DKV Seguros. Jedini klub uz Real Madrid i CB Estudiantes, koji nikad nije ispao iz ACB lige. Smatra se da Joventut ima najbolji omladinski pogon u Španjolskoj, ali i u Europi. Pretežito zbog toga što košarkaški klubovi Real Madrid i Barcelona uvelike ovise o nogometnim momčadima njihovih sportskih klubova. 
Joventut Badalona bio je prvi katalonski klub koji je osvojio Euroligu. 

## Trofeji
- Euroliga: 1993./94.
- ULEB kup: 2007./08.
- Kup Radivoja Koraća: 1980./81., 1989./90.
- FIBA Eurokup: 2005./06.
- ACB liga: 1966./67., 1977./78., 1990./91., 1991./92.
- Kup Kralja: 1947./48., 1952./53., 1954./55., 1957./58., 1968./69., 1975./76., 1996./97., 2007./08.
- Copa Príncipe de Asturias de Baloncesto:: 1986./87., 1988./89., 1990./91.
- Lliga Catalana de Basquet: 1986./87., 1987./88., 1988./89., 1990./91., 1991./92., 1992./93., 1994./95., 1998./99., 2005./06., 2007./08., 2008./09.

## Poznati igrači
| - Marcelí Maneja - Josep Brunet - Alfonso Albert - Ricky Rubio - Paco Vázquez - Eric Bartolomé - Pau Ribas - Antonio Bueno - Francesc Buscató - Iván Corrales - Josep Lluís Cortés - Joaquín Costa - Xavier Crespo - Rudy Fernández - Xavi Fernández - Josep Maria Guzmán - Andrés Jiménez - Paco Jiménez - Rafael Jofresa - Tomás Jofresa - Eduardo Kucharsky - Ferran Laviña - Carles Marco | - Ferrán López - Raúl López - Sergi López - Narcís Margall - Enric Margall - José María Margall - Alfonso Martínez - Ferrán Martínez - Eduardo Hernández-Sonseca - José Antonio Montero - Juan Antonio Morales - Álex Mumbrú - Fran Murcia - Joan Fa - Jordi Homs - Jordi Pardo - Dani Pérez - Josep Lluís Cortés - Josean Querejeta - Pere J. Remón - Dani Garcia - Gonzalo Sagi-Vela - César Sanmartín | - Luis Miguel Santillana - Davíd Solé - Antón Soler - Rafa Vecina - Jordi Villacampa - Anicet Lavodrama - Nenad Marković - Darryl Middleton - Carlos Ruf - Mike Smith - Greg Stewart - Marcelo Huertas - Luboš Bartoň - Jérôme Moïso - Alain Digbeu - Žan Tabak - Nikola Radulović - Gerald Kazanowski - Jesse Young - Aloysius Anagonye - Jan-Hendrik Jagla - Elmer Bennett - Maceo Baston | - Tanoka Beard - Joe Galvin - Jamie Arnold - Reggie Johnson - Lemone Lampley - Joe Meriweather - Frank Costello - Harold Pressley - Randy Holcomb - Mike Schultz - Jackie Johnson Espinosa - Corny Thompson - Andre Turner - Bracey Wright - Charles Gaines - Zoran 'Moka' Slavnić - Milan Gurović - Petar Popović - Pops Mensah-Bonsu - Andrew Betts - Robert Archibald |

## Vanjske poveznice
- Službena stranica